# 파키스탄의 강 목록
이 문서는 파키스탄 내 또는 부분적으로 파키스탄에 있는 강들을 서쪽에서 동쪽으로 강 유역별로 지리적으로 정리한 목록이다. 지류는 하구에서 발원지 순으로 나열되어 있다. 파키스탄에서 가장 길고 큰 강은 인더스강이다. 관개 및 가정에 공급되는 물의 약 3분의 2는 인더스강과 그 관련 강에서 나온다.

## 아라비아해로 흐르는 강
이 강들 중 일부는 우기에만 흐르므로, 한 해의 일부 기간 동안은 강물이 하구에 도달하지 않을 수 있다.
- 다슈트강 (우르두어: دریائے دشت)
  - 케치강
- 바솔강
- 힌골강 (우르두어: دریائے ہنگول)
  - 날강
- 포랄리강
- 허브강 (우르두어: دریائے حب)
- 오랑이 날라
- 말리르강 (우르두어: دریائے ملير )
- 리아리강 (우르두어: لیاری ندی)(더 이상 강이 아니라 배수로만 남음)
  - 구자르 날라(더 이상 강이 아니라 배수로만 남음)

### 인더스강 유역
- 인더스강
  - 판지나드강 (우르두어: پنجند)
    - 체나브강
      - 라비강
        - 젤룸강
        - 푼치강
        - 쿤하르강
        - 닐룸강 또는 키샨강가

      - 타위강
      - 마나와르 타위강

    - 수틀레지강

  - 고말강
    - 쿤다르강
    - 좁강

  - 쿠라마강 (우르두어: دریائے کرم )
    - 토치강, 때로는 감빌라강으로 불림

  - 소안강 (우르두어: دریائے سون)
    - 링 하천

  - 하로강
  - 카불강
    - 스와트강
      - 진디강
      - 판지코라강

    - 바라강
    - 쿠나르강 (쿠나르 루드)
      - 룻코강

  - 시란강
  - 탕기르강:

인더스강의 지류; 디아메르 지구 탕기르 계곡에서 카라코람 고속도로를 따라 인더스강으로 흐른다.
- - 아스토르강
    - 루팔 빙하의 녹은 물에서 발원하는 루팔강

  - 길기트강
    - 훈자강
      - 날타르강
      - 히스파르강
      - 심샬강
      - 차푸르산강
      - 미스가르강
      - 쿤제랍강

    - 이쉬쿠만강
    - 야신강

  - 사트파라 하천
  - 시가르강 (우르두어: دریائے شگر ), 발토로 빙하와 비아포 빙하의 녹은 물에서 형성됨.
    - 브랄두강

  - 시요크강
    - 살토로강
    - 후쉐강
    - 누브라강, 시아첸 빙하의 녹은 물에서 발원함

  - 수루강
    - 드라스강
    - 신고강

## 내륙유역으로 흐르는 강

### 하문-이-마쉬켈
- 마쉬켈강
  - 락샨강

### 시스탄 분지
- 헬만드강 (이란/아프가니스탄)
  - 아르간답강 (아프가니스탄)
    - 로라강 또는 도리강

### 인더스 평원
- 나리강
  - 물라강
  - 볼란강
  - 베지강
    - 아남바르강
      - 로랄라이강

  - 로에 만다강

### 타르 사막
- 가그하르강

### 타림 분지
- 타림강 (중국)
  - 야르칸드강 (중국)
    - 샥스감강

## 고대 강
- 가그하르-하크라강: 계절풍 시기에만 흐르는 인도와 파키스탄의 간헐천. 흔히 사라스바티강과 동일시되지만,[2] 이는 통일된 견해는 아니다.[3] 하크라는 인도 가그하르강의 연장선인 파키스탄의 마른 강바닥이다. 청동기 시대에는 여러 번(연속적이지는 않음) 수틀레지강의 물을 운반했다. 인더스 문명의 많은 정착지가 가그하르강과 하크라강을 따라 발견되었다.
- 사라스바티강: 사라스바티강으로도 알려져 있다. 이 강은 더 이상 존재하지 않는 고대 인도의 주요 강 중 하나였다.